# Neobarrettia imperfecta
Neobarrettia imperfecta är en insektsart som först beskrevs av Rehn, J.A.G. 1900.  Neobarrettia imperfecta ingår i släktet Neobarrettia och familjen vårtbitare. Inga underarter finns listade i Catalogue of Life.